# Amt Torgelow-Ferdinandshof
La comunità amministrativa di Torgelow-Ferdinandshof (Amt Torgelow-Ferdinandshof) si trova nel circondario della Pomerania Anteriore-Greifswald nel Meclemburgo-Pomerania Anteriore, in Germania.

## Suddivisione
Comprende i seguenti comuni (abitanti il 31 dicembre 2022):
1. Altwigshagen (389), frazioni: Borckenfriede, Charlottenhorst, Demnitz, Finkenbrück e Wietstock
2. Ferdinandshof (2 732), frazioni: Aschersleben, Blumenthal, Louisenhof e Sprengersfelde
3. Hammer a.d. Uecker (461), frazioni:  Liepe e Försterei Ausbau
4. Heinrichswalde (385)
5. Rothemühl (289)
6. Torgelow (9 307), frazioni:  Drögeheide, Heinrichsruh, Müggenburg, Müggenburger Teerofen, Spechtberg e Torgelow-Holländerei
7. Wilhelmsburg (724), frazioni:  Eichhof, Eichhof Siedlung, Fleethof, Friedrichshagen, Grünhof, Johannisberg, Mariawerth, Mittagsberg e Mühlenhof

Il capoluogo è Torgelow.